# Parque nacional del Gran Paraíso
El parque nacional del Gran Paraíso (en italiano, Parco nazionale del Gran Paradiso) es el parque nacional más antiguo y mejor conocido de los parques nacionales de Italia, junto al parque nacional de los Abruzos, Lacio y Molise. Fue instituido en 1922. Se extiende por las regiones del Valle de Aosta y Piamonte en los Alpes de Graies. Es gestionado por el Ente Parco Nazionale Gran Paradiso con sede en Turín. Su superficie es de unas 70 318 hectáreas y la mayor parte del terreno es montañoso. El parque recibe su nombre por la montaña Gran Paradiso, que se encuentra ubicada en el parque. La tierra que abarca el parque fue inicialmente protegida como coto de caza del íbice, pero hoy también protege otras especies.

## Historia

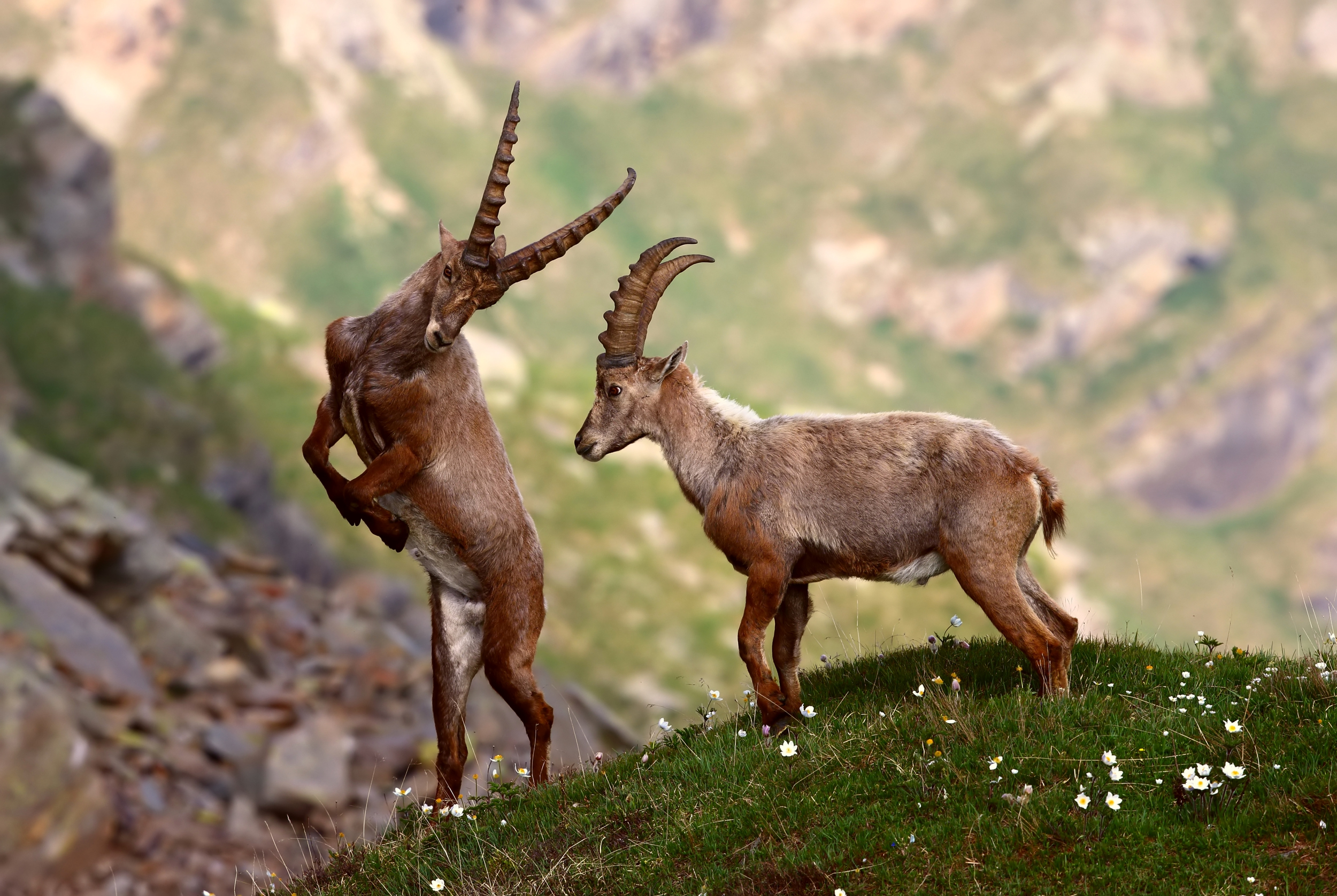
Dos machos de íbice en el parque.

A principios del siglo XX, debido a la práctica de la caza como deporte y la demanda de partes del cuerpo que se creían medicinales, el íbice (Capra ibex) solo sobrevivía en la región de Gran Paraíso. Aproximadamente 60 ejemplares de íbice vivían aquí. Se cazaban íbices en gran cantidad porque se creía que sus partes del cuerpo tenían propiedades terapéuticas. Se hacían talismanes con un huesecillo en forma de cruz del corazón del íbice para proteger contra una muerte violenta. Debido al alarmante descenso de la población de íbices, Víctor Manuel II, que pronto sería rey de Italia, declaró el coto de caza real de Gran Paraíso en 1856. Se creó una guardia protectora del íbice. Caminos creados para el íbice aún se usan hoy como parte de los 724 km de senderos marcados.
En 1920 el nieto de Víctor Manuel II, el rey Víctor Manuel III donó los 21 km² originales del coto, y el parque se creó en 1922. Fue el primer parque nacional de Italia. Había aproximadamente 4000 íbices en el parque cuando se protegió. A pesar de la presencia del parque, los íbices fueron cazados furtivamente hasta el año 1945, cuando solo quedaban 419. Su protección se incrementó, y hoy hay casi 4000 en el parque.

## Fauna

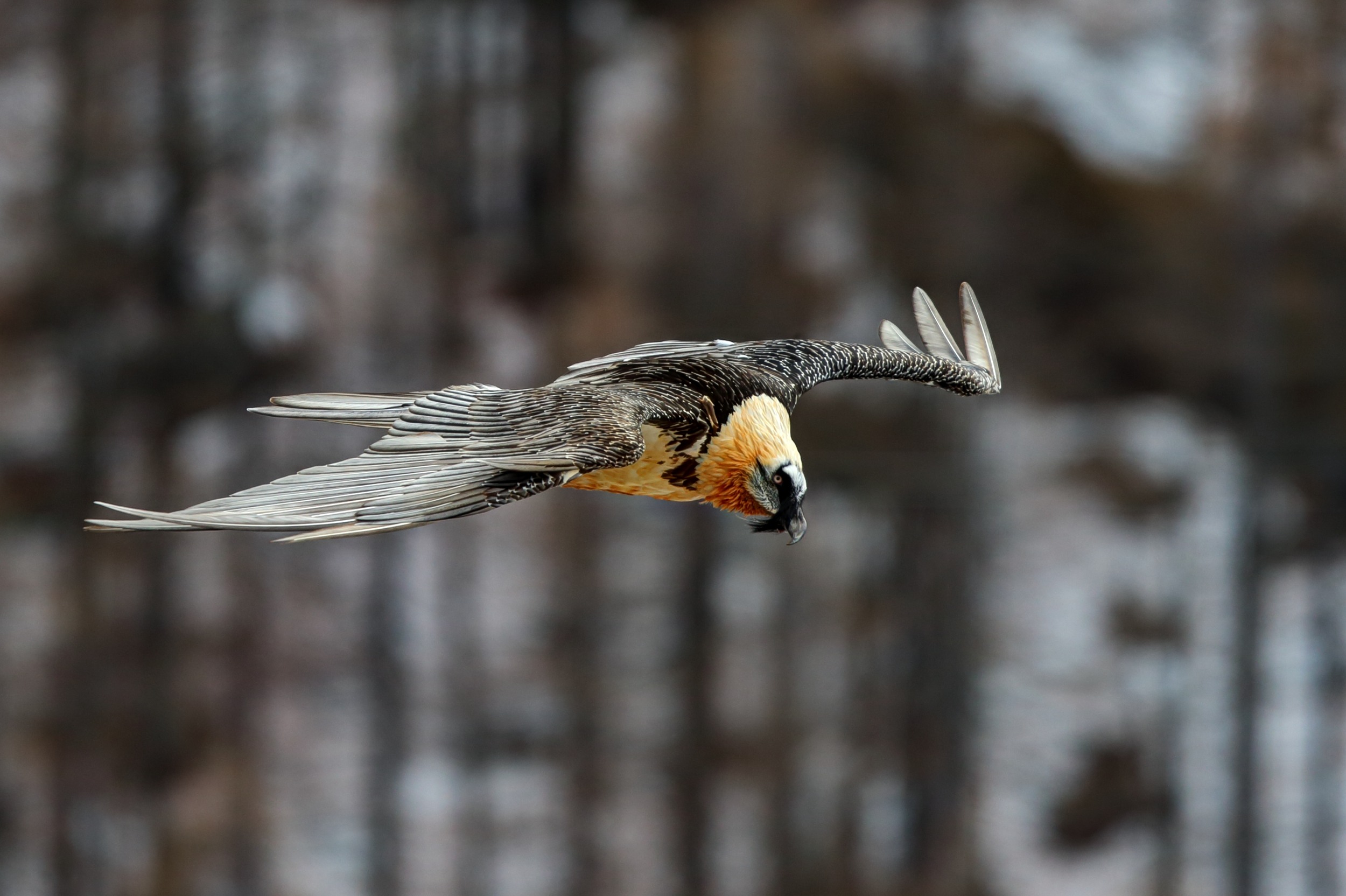
Quebrantahuesos.

En el parque viven también  el rebeco de los Alpes (Rupicapra rupicapra),  la marmota alpina, la liebre de montaña, el zorro, la ardilla roja,  el tejón, la marta, la garduña, la comadreja común.
En lo referente a la avifauna, se encuentran especies como el águila real, el urogallo, el gallo lira, el grévol común, la perdiz nival, la perdiz griega, el busardo ratonero, el gavilán común. 
El quebrantahuesos (Gypaetus barbatus) ha sido reintroducido en 2000.
Entre los reptiles, puede mencionarse la víbora áspid.